# Jerry Lewis
Jerry Lewis, vlastním jménem Joseph Levitch, nebo Jerome Levitch, (16. března 1926 Newark, New Jersey – 20. srpna 2017 Las Vegas, Nevada) byl americký komik, herec, zpěvák, producent, scenárista a režisér.

## Životopis
Často cestoval, protože jeho rodiče pracovali v showbussinesu. Mladý Jerry trávil většinu svého dětství u příbuzných. Později nedokončil studia na střední škole, aby mohl cestovat a splnit si svůj sen – mít vlastní comedy show.
V roce 1946 se k němu připojil Dean Martin, se kterým vytvořil populární dvojici. Proslavili se svým groteskním a improvizačním humorem a brzy se stali nejpopulárnější komickou dvojicí ve Spojených státech. V roce 1949 Jerry Lewis (společně s Deanem Martinem) debutoval ve filmu My Friend Irma. Pro Paramount postupně natočili 13 populárních komedií, dokud se jejich cesty v roce 1956 nerozdělily.
Jeho samostatná kariéra byla velmi úspěšná – měl s Paramountem 10-miliónovou smlouvu. V roce 1960 debutoval jako režisér s komedií Bellboy, ve které si zahrál přihlouplého hotelového poslíčka. Na konci 60. let, po přechodu ke Columbia Pictures, se mu přestalo dařit a zdálo se, že má po kariéře. Začal se věnovat i jiným odvětvím showbussinesu: hrál na Brodwayi ve hře Helzapoppin a napsal knihu The Total Filmmaker.
V roce 1981 se mu podařil úspěšný comeback s filmem Hardly Working (spoluautor a herec v hlavní roli). V 90. letech pracoval pro televizi. V roce 2008 se vrátil k úspěšné postavě „The Nutty Professor“ v animované hře.
Jerry Lewis je otcem šesti synů z prvního manželství s Patti Palmer, se kterou se roku 1982 rozvedl. Jednu dceru má s manželkou Lisou Pitnick.
S přibývajícím věkem se dostavovaly častější zdravotní problémy. Od roku 1965, kdy spadl v hotelu v Las Vegas, trpěl bolestmi páteře, bojoval se svalovou dystrofií, rakovinou prostaty a měl dva infarkty (1982 a 2006).
V roce 1976 mu Senát USA jednomyslně schválil ocenění „Za mimořádný přínos v boji proti svalové dystrofii“. V roce 1977 byl nominován na Nobelovu cenu za mír. Získal mnoho filmových a televizních ocenění – American Comedy Awards, na MFF v Benátkách, 2005 cenu Emmy, 2009 Humanitární Cenu Akademie filmových umění a věd.
Mezi jeho nejznámější výstupy patří jeho „Typewriter“, populární hlavně z filmu Who's Minding the Store?.